# Raymond Langendries
Raymond Langendries este un om politic belgian, membru al Parlamentului European în perioada 2004-2009 din partea Belgiei.
1. ↑  Raymond LANGENDRIES, Dictionnaire des Wallons
2. ↑  Deputații în Parlamentul European